# أنابل مارتينيز
أنابل مارتينيز (بالإسبانية: Anabel Martínez)‏ هي لاعبة كرة قدم إسبانية، ولدت في 26 يونيو 1992 في بلنسية في إسبانيا. لعبت مع Levante UD Femenino ‏.